# 5523 Luminet
5523 Luminet eller 1991 PH8 är en asteroid i huvudbältet som upptäcktes den 5 augusti 1991 av den amerikanske astronomen Henry E. Holt vid Palomarobservatoriet. Den är uppkallad efter den franske astronomen Jean Luminet.
Asteroiden har en diameter på ungefär 8 kilometer och den tillhör asteroidgruppen Koronis.